# Префектура Ибараки
Ибараки (Јапански:茨城県; Ibaraki-ken) је префектура у Јапану која се налази у региону Канто на острву Хоншу. Главни град је Мито.